# Le Mans Series 2012
Le Mans Series 2012 var den åttonde säsongen av enduranceserien för sportvagnar och GT-bilar, Le Mans Series. Säsongen var ursprungligen planerad att omfatta fem deltävlingar. Konkurrensen med FIA WEC visade sig bli svår och med glesa startfält för Le Mans Series skars antalet tävlingar under säsongen ned till tre, där avslutande Petit Le Mans i USA kördes tillsammans med American Le Mans Series.

## Tävlingskalender
| Datum      | Bana                | Segrare LMP2 - Team                             | Segrare LMPC - Team                                | Segrare GTE Pro - Team      | Segrare GTE Am - Team                      |
| Datum      | Bana                | Segrare LMP2 - Förare                           | Segrare LMPC - Förare                              | Segrare GTE Pro - Förare    | Segrare GTE Am - Förare                    |
| ---------- | ------------------- | ----------------------------------------------- | -------------------------------------------------- | --------------------------- | ------------------------------------------ |
| 1 april    | Castellet 6-timmars | Thiriet by TDS Racing                           | CURTIS Racing Technologies                         | JMW Motorsport              | Prospeed Competition                       |
| 1 april    | Castellet 6-timmars | Mathias Beche Pierre Thiriet                    | Phil Keen John Hartshorne Alex Kapadia             | James Walker Jonny Cocker   | Marc Goossens Maxime Soulet                |
| 15 juli    | Donington 6-timmars | OAK Racing                                      | Boutsen Ginion Racing                              | JMW Motorsport              | IMSA Performance Matmut                    |
| 15 juli    | Donington 6-timmars | Olivier Pla Dimitri Enjalbert Bertrand Baguette | Thomas Dagoneau Jean-Charles Battut John Hartshone | Jonny Cocker Allan Simonsen | Nicolas Armindo Raymond Narac Anthony Pons |
| 20 oktober | Petit Le Mans       | Thiriet by TDS Racing                           | Inga deltagare                                     | Inga deltagare              | IMSA Performance Matmut                    |
| 20 oktober | Petit Le Mans       | Mathias Beche Pierre Thiriet Christophe Tinseau | Inga deltagare                                     | Inga deltagare              | Nicolas Armindo Raymond Narac Anthony Pons |

## Slutställning
| Klass   | Förare                                     | Team                    | Bil     | Motor   |
| ------- | ------------------------------------------ | ----------------------- | ------- | ------- |
| LMP2    | Mathias Beche Pierre Thiriet               | Thiriet by TDS Racing   | Oreca   | Nissan  |
| LMPC    | John Hartshorne                            | Boutsen Ginion Racing   |         |         |
| GTE Pro | Jonny Cocker                               | JMW Motorsport          | Porsche | Porsche |
| GTE Am  | Nicolas Armindo Raymond Narac Anthony Pons | IMSA Performance Matmut |         |         |